# Everybody’s Gone to the Rapture
Everybody’s Gone to the Rapture – gra przygodowa z perspektywy pierwszej osoby stworzona przez The Chinese Room i SCE Santa Monica Studio, uważana za duchowego następcę Dear Esther. Została wydana w 2015 roku na konsolę PlayStation 4. 1 kwietnia 2016 roku zapowiedziano jej wydanie na komputery osobiste, które ukazało się na rynku 14 kwietnia 2016 roku.

## Rozgrywka
Akcja Everybody’s Gone to the Rapture rozgrywa się w latach 80. XX wieku w fikcyjnej angielskiej wiosce Yaughton w hrabstwie Shropshire, której mieszkańcy zniknęli w tajemniczych okolicznościach. Eksplorując wioskę gracz napotyka kule światła reprezentujące mieszkańców, z których rozmów musi złożyć w całość wydarzenia, które doprowadziły do wyludnienia wioski. Yaughton jest otwartym światem, który gracz od początku rozgrywki może swobodnie przemierzać wedle własnego uznania. Zadaniem gracza jest odnalezienie jak największej ilości plików dźwiękowych, pozwalających ustalić, co stało się z mieszkańcami i co doprowadziło do ich tytułowego „wniebowstąpienia” (ang. rapture).

## Fabuła
Gra rozpoczyna się w pobliżu obserwatorium w Yaughton. Grywalna postać odsłuchuje wiadomość radiową od Kate Collins, które tłumaczy, że jest jedyną ocalałą osobą, zaś odpowiedzi znaleźć można dzięki światłu. Odkryte przez postać kule światła wskazują jej drogę, prezentując różne wydarzenia, jakie miały miejsce przed rozpoczęciem gry. Po pewnym czasie postać odkrywa, że Kate i Stephen Appleton byli naukowcami pracującymi w obserwatorium, którzy natknęli się na dziwny „wzór”, okazujący się być formą życia. „Wzór” infekował inne formy życia, czasem zabijając je w trakcie. Według Kate „wzór” próbował w ten sposób komunikować się z ludźmi, nieświadomy, że czyni im krzywdę. Stephen uznał, że stanowi on śmiertelne zagrożenie dla całej rasy ludzkiej, wobec czego rząd powinien objąć wioskę kwarantanną.

## Produkcja
Podczas produkcji gry Dear Esther twórcy chcieli wprowadzić do niej interaktywne elementy. Kiedy okazało się, że są one niepraktyczne, narodził się koncept Everybody’s Gone to the Rapture. Początkowo gra miała zostać wydana na komputerach osobistych, jednak twórcy – obawiając się, że nie będą w stanie sfinansować jej za pośrednictwem crowdfundingu i sprzedaży wersji alfa – postanowili nawiązać współpracę z Sony, na mocy której stała się ona tytułem ekskluzywnym dla konsoli PlayStation 4, ostatecznie jednak ukazał się również na komputerach osobistych z systemem operacyjnym Microsoft Windows. Gra inspirowana była brytyjską literaturą postapokaliptyczną i science-fiction lat 60. i 70. XX wieku, w tym m.in. Śmiercią trawy  i A Wrinkle in the Skin Johna Christophera, Dniem tryfidów Johna Wyndhama i  The Tide Went Out Charlesa Erica Maine’a. Początkowo gra miała być podzielona na sześćdziesięciominutowe segmenty, a gracz w celu poznania całej historii musiałby rozegrać ją kilkakrotnie, żeby poznać całą historię. Ostatecznie jednak zrezygnowano z tego rozwiązania, ponieważ według Dana Pinchbecka, szefa The Chinese Room, jest ono archaiczne i mogło negatywnie wpłynąć na rozgrywkę.

## Ścieżka dźwiękowa
Muzyka do gry została skomponowana przez jej reżyser Jessicę Curry oraz wydana przez w Wielkiej Brytanii przez Sony Classical w formie albumu, na który składa się dwadzieścia osiem utworów.

## Lista utworów
| Nr  | Tytuł utworu                | Długość |
| --- | --------------------------- | ------- |
| 1.  | „All the Earth”             | 1:43    |
| 2.  | „Finding the Pattern”       | 4:00    |
| 3.  | „Liquid Light”              | 2:22    |
| 4.  | „The Sleep of Death”        | 2:00    |
| 5.  | „For Ever”                  | 1:24    |
| 6.  | „The Mourning Tree”         | 1:38    |
| 7.  | „Disappearing”              | 5:02    |
| 8.  | „All of My Birds”           | 2:21    |
| 9.  | „A Choice”                  | 1:37    |
| 10. | „The Seventh Whistler”      | 1:56    |
| 11. | „An Early Harvest”          | 5:14    |
| 12. | „The Fragmenting”           | 1:21    |
| 13. | „A Beautiful Morning”       | 2:15    |
| 14. | „Carry Me Back to Her Arms” | 2:23    |
| 15. | „A Storm Over Yaughton”     | 4:16    |
| 16. | „Little White Lie”          | 1:10    |
| 17. | „Aurora”                    | 2:00    |
| 18. | „Clouds and Starlight”      | 2:33    |
| 19. | „The Pattern Calls Out”     | 3:11    |
| 20. | „The Manifestation”         | 3:06    |
| 21. | „These Silent Numbers”      | 1:32    |
| 22. | „Primary Conduit”           | 1:51    |
| 23. | „I Hope You Find Peace”     | 2:06    |
| 24. | „Slipping Away”             | 1:58    |
| 25. | „Infinite Zero”             | 1:24    |
| 26. | „The End of All Things”     | 1:57    |
| 27. | „I Am Not Afraid”           | 1:16    |
| 28. | „The Light We Cast”         | 3:09    |
|     |                             | 1:06:45 |

## Odbiór
Gra została przyjęta pozytywnie przez większość krytyków, chwalących przede wszystkim jej oprawę wizualną, środowisko, historię i inżynierię dźwięku. Średnia ocen w serwisie Metacritic wynosi 78/100 punktów, z kolei w agregatorze GameRankings 79,65%. Recenzent serwisu IGN ocenę 8,5/10 skomentował stwierdzeniem, że jest to „piękna, chwytająca za serce podróż na koniec świata”. Szymon Liebert z serwisu Gry-Online wystawił grze ocenę 7/10, chwaląc ją za możliwości interpretacyjne, narrację, klimat i oprawę audiowizualną, skrytykował jednak ogromną powolność postaci oraz momentami niewystarczające podpowiedzi, pisząc, że „Everybody’s Gone to the Rapture jest doznaniem rozczarowująco ambiwalentnym, albo ambiwalentnie rozczarowującym”.